# Tournoi de tennis de Paramus
Le tournoi de Paramus (New Jersey, États-Unis) est un tournoi de tennis professionnel masculin du circuit ATP.
Il a été organisé en 1973 et 1974 sur surface dure en salle.

## Palmarès messieurs

### Simple
| No | Date       | Nom et lieu du tournoi | Catégorie | Dotation | Surface    | Vainqueur     | Finaliste         | Score    |  |
| -- | ---------- | ---------------------- | --------- | -------- | ---------- | ------------- | ----------------- | -------- |  |
| 1  | 04-03-1973 | , Paramus              |           | NC $     | Dur (int.) | Jimmy Connors | Clark Graebner    | 6-1, 6-2 |  |
| 2  | 03-03-1974 | , Paramus              |           | NC $     | Dur (int.) | Sandy Mayer   | Jürgen Fassbender | 6-1, 6-3 |  |